# Sestřelení vrtulníku Mi-26 v Chankale

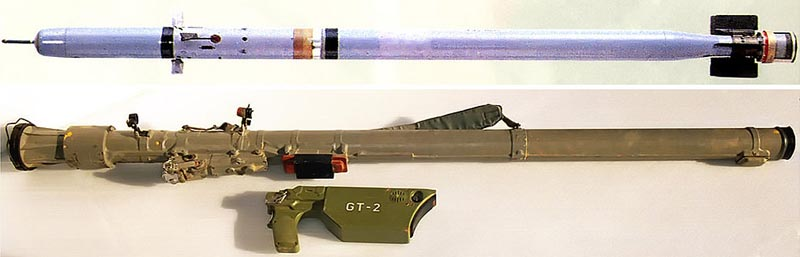
Odpalovací zařízení a raketa 9K38 Igla

Dne 19. srpna 2002 skupina čečenských separatistů vyzbrojená přenosným protiletadlovým raketovým kompletem velmi krátkého dosahu MANPADS sestřelila ruský vrtulník Mil Mi-26 do minového pole, což si vyžádalo smrt 127 ruských vojáků; jednalo se o největší ztrátu na životech v historii vrtulníkového letectva. Jednalo se také o leteckou katastrofu s největším počtem úmrtí, jakou kdy Vojenské vzdušné síly Ruské federace utrpěly a zároveň o největší ztrátu na životech během jediného dne v Čečenském konfliktu od roku 1999.

## Útok
Dne 19. srpna 2002 čečenští separatističtí bojovníci odpálili tepelně naváděnou raketu 9K38 Igla ruské výroby, která zasáhla přetížený supertěžký transportní vrtulník Mil Mi-26. Vrtulník se zřítil a shořel na vojenské letecké základně v Chankale, nedaleko hlavního města Čečenska Grozného. Vrtulník převážel 142 vojáků a důstojníků různých jednotek Vojenských vzdušných sil Ruské federace z ruské letecké základny Mozdok v Severní Osetii-Alanii.

Podle Pavla Felgenhauera:
Střela zasáhla jeden z motorů, když se Mi-26 blížil k Chankale a vrtulník nouzově přistál na minovém poli, které tvořilo část obranného perimetru federálního vojenského velitelství. Někteří z přeživších, kteří se pokoušeli opustit havarovaný vrtulník, byli údajně zabiti výbuchem „přátelské“ protipěchotní miny (pozemní miny).
Vnitřek vrtulníku byl zaplaven palivem a jeho zaseknuté dveře nebylo možné otevřít. Pouze pětičlenné posádce a 29 cestujícím se podařilo uniknout malým únikovým poklopem z pilotní kabiny. Čtrnáct přeživších zemřelo během několika následujících dní na následky těžkých popálenin.
Ruské jednotky z Chankaly zahájily pátrání po útočnících ihned po havárii, ovšem podařilo se jim najít pouze vyhořelou trubici, ve které byla raketa Igla.

## Následky
Dne 21. srpna 2002 vyhlásil ruský prezident Vladimir Putin v souvislosti s katastrofou, kterou média označila za „druhý Kursk“, státní smutek na následující den. Separatistická zpravodajská agentura Kavkaz Center označila havárii za „největší sabotážní čin čečenských bojovníků za poslední dva roky.“ Některá ruská media, včetně Izvestijí, vyjádřila rozhořčení nad zjevným pokusem o utajení a obvinila armádu, že se „jako obvykle“ snaží utajit ztráty na životech. Havárie vedla k odvolání velitele letectva ruské armády, generálplukovníka Vitalije Pavlova, který v září rezignoval ze své funkce.
Agentura Associated Press získala 24. září záběry sestřeleného vrtulníku od turecké zpravodajské agentury spolu s prohlášením separatistického čečenského prezidenta Aslana Maschadova, který oznámil: „Tady je vrtulník, který hoří a padá poblíž Chankaly. Byl zasažen naší protiletadlovou raketou Igla.“ Bylo to také první video, na kterém Maschadov použil islámské insignie (znaky a vlajku) namísto čečenských a bojovníky kolem sebe označil za „naše mudžáhidy“, což bylo vnímáno jako zjevný a náhlý obrat k islamismusu. Na nedatované nahrávce Maschadov připomíná první oficiální verzi ruských vyšetřovatelů, že vrtulník havaroval kvůli technickým potížím, a poté oznamuje, že byl sestřelen. Nahrávka byla také odvysílána v televizi v Čečensku, když separatisté v témže měsíci využili frekvenci REN TV k místnímu vysílání.
Předpokládalo se, že střela, která vrtulník zničila, byla odpálena z jednoho z mnoha bojem poničených pětipatrových domů na předměstí Grozného. Ruská armáda reagovala na ztrátu Mi-26 tím, že v listopadu, navzdory protestům proruské čečenské správy, provedla demolici několika bloků v již napůl zničené obytné čtvrti Chankaly, která přiléhala k vojenské základně. Plukovník Boris Podoprigora to zpočátku popřel, později to však přiznal mluvčí ruské armády generálmajor Ilja Šabalkin, který uvedl, že akce byla provedena s cílem zabránit bojovníkům využívat oblast k nastražení pastí v blízkosti základny. V důsledku toho zůstalo asi 100 rodin bez střechy nad hlavou a podle televizního kanálu NTV jim nebyl poskytnut téměř žádný čas na odchod a mohly si vzít jen některé osobní věci. V souvislosti s tím generál Šabalkin poznamenal, že místní obyvatelé „sledovali bandity připravující teroristické útoky a neinformovali o jejich plánech činné orgány v trestním řízení“, což „je považováno za napomáhání nezákonným ozbrojeným formacím a spoluúčast na zločinném spiknutí.“ V reakci na to poslanec ruské Státní dumy za Čečensko Aslambek Aslachanov požadoval vysvětlení od nejvyššího vojenského velitelství v Čečensku. Oblast byla odstřelována také v srpnu po nesouvisející havárii vrtulníku Mil Mi-8 se dvěma vysoce postavenými ruskými vojenskými představiteli, při níž zahynuli všichni na palubě a kterou údajně způsobila raketa odpálena z Okťabrského obvodu v Grozném.
Vrtulník Mi-26 byl určen pro přepravu 80 vojáků, zatímco v tom, který byl zničen, bylo 142 cestujících (podle Timura Alijeva: „Je to samo o sobě známkou toho, že ruská armáda se zdráhá cestovat po silnici, a to i v oblastech, jako je severní Čečensko, daleko od srdcí povstalců.“) Podle BBC, která cituje Kommersant: „Mi-26 často létá do Chankaly se 100–110 lidmi na palubě a obrovským množstvím nákladu, včetně levné osetinské vodky.“ Felgenhauer napsal: „Jednou jsem se svezl vrtulníkem Mi-26 z Mozdoku do Grozného, spolu s asi 50 vojáky a novináři, na hromadě beden s tunami dělostřeleckých granátů a další munice.“ V roce 2003 byl ruský důstojník zodpovědný za vyslání vrtulníku, podplukovník Alexandr Kudjakov, obviněn a odsouzen za nedbalost a porušení letových předpisů. Pravda to komentovala slovy, že se „musel stát obětním beránkem“, a podle samotného Kudjakova mu soudce řekl, že měl v první řadě odmítnou cestu do Čečenska.
Čečenec Doku Džantemirov, 27letý obyvatel Grozného, obviněný z přepravy rakety, z její přípravy k odpálení a natáčení útoku, byl v dubnu 2004 shledán vinným z plánování a provedení „teroristického činu.“ Byl odsouzen na doživotí za „terorismus, promyšlenou vraždu se zvláštní krutostí, banditismus a pokus o vraždu vojáků“ a bylo mu také nařízeno zaplatit 100 000 rublů (29 400 Kč) příbuzným každé z obětí a 50 000 rublů (14 700 Kč) každému z přeživších. Džantemirov u soudu tvrdil, že není terorista, ale voják Čečenské republiky Ičkerie. Po dalších čtyřech Čečencích, obviněných z účasti na útoku, se stále pátrá.